# 奥いび湖大橋
奥いび湖大橋（おくいびこおおはし）は、岐阜県揖斐郡揖斐川町の揖斐川（奥いび湖）を横断する、国道303号のエクストラドーズド橋である。

## 概要
横山ダムでは再開発事業が実施されていたが、堆砂した砂の運搬に現道は幅員狭小・急カーブのため支障が多いことから国土交通省中部地方整備局横山ダム工事事務所により新橋架設が発注された。
本橋は新横山橋の仮称で、デザインビルド方式にて発注された。本橋は横山ダムのダム湖である奥いび湖に架かるが、橋梁の中央では奥いび湖の水深が深く、そのため中間橋脚を中間に寄せ、支間割を不等径間割とした。主塔をエクストラドーズド橋としては高くし、斜材による支持効率を上昇させた。また、補剛桁は波形鋼板ウェブを採用する案もあったが、重量低減率が低く下部工断面を削減するほどでないことから維持管理制などを考慮してPC箱桁とした。
- 形式 - PC2径間連続エクストラドーズド橋
- 橋長 - 232.500 m
  - 支間割 - ( 81.450 m + 148.750 m )
- 幅員
  - 総幅員 - 11.500 m
  - 有効幅員 - 8.000 m
  - 車道 - 8.000 m
- 主塔高 - 40.000 m
- 橋台 - 逆T式橋台（深礎杭基礎）
- 橋脚 - 鉄筋コンクリート中空橋脚（ニューマチックケーソン基礎）
- 設計 - 鉄建建設・オリエンタル建設[注釈 2]異工種特定建設工事共同企業体
- 施工 - 鉄建建設・オリエンタル建設異工種特定建設工事共同企業体

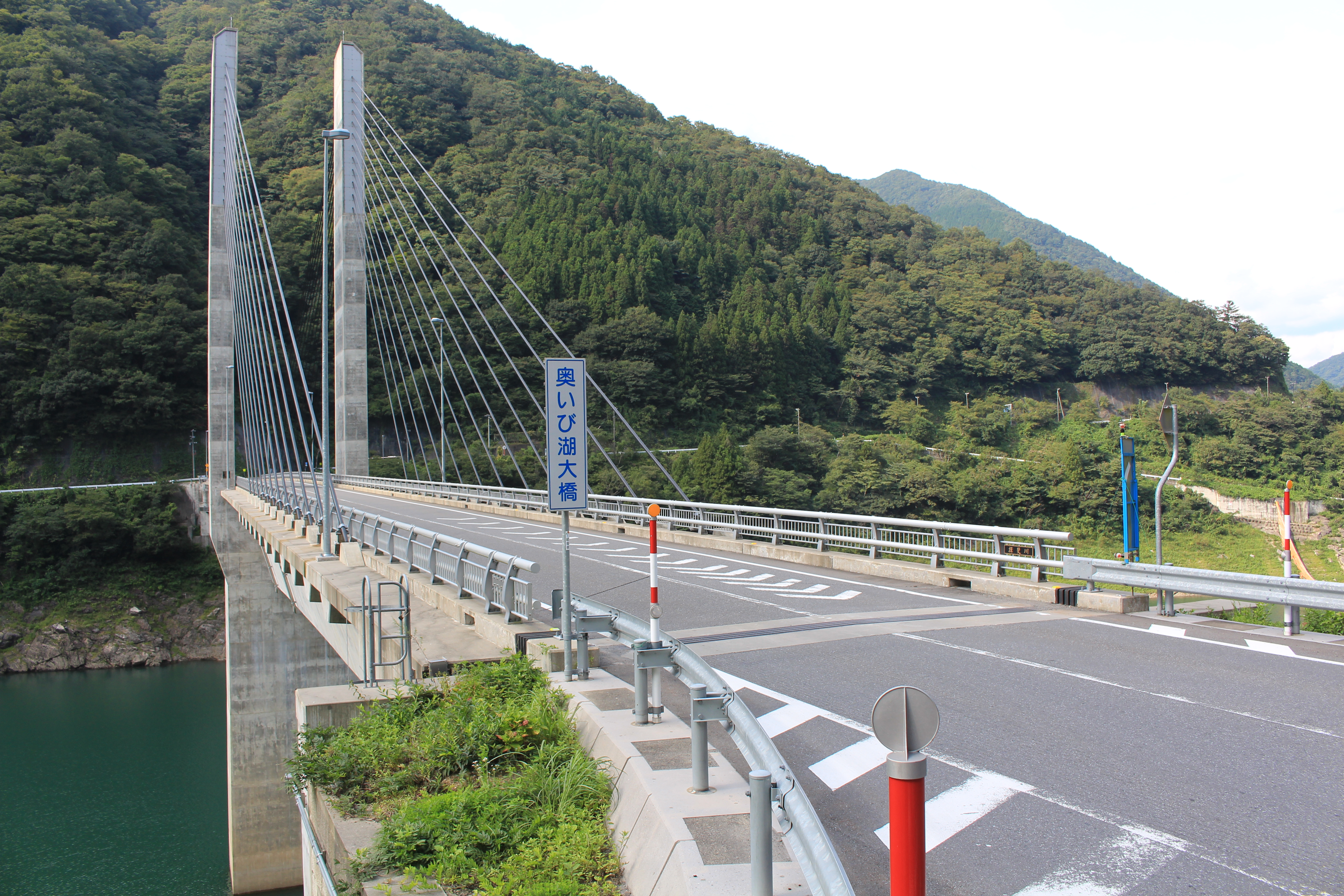